# Ochagavia carnea
Ochagavia carnea là một loài thực vật có hoa trong họ Bromeliaceae. Loài này được (Beer) L.B.Sm. & Looser mô tả khoa học đầu tiên năm 1934.

## Hình ảnh

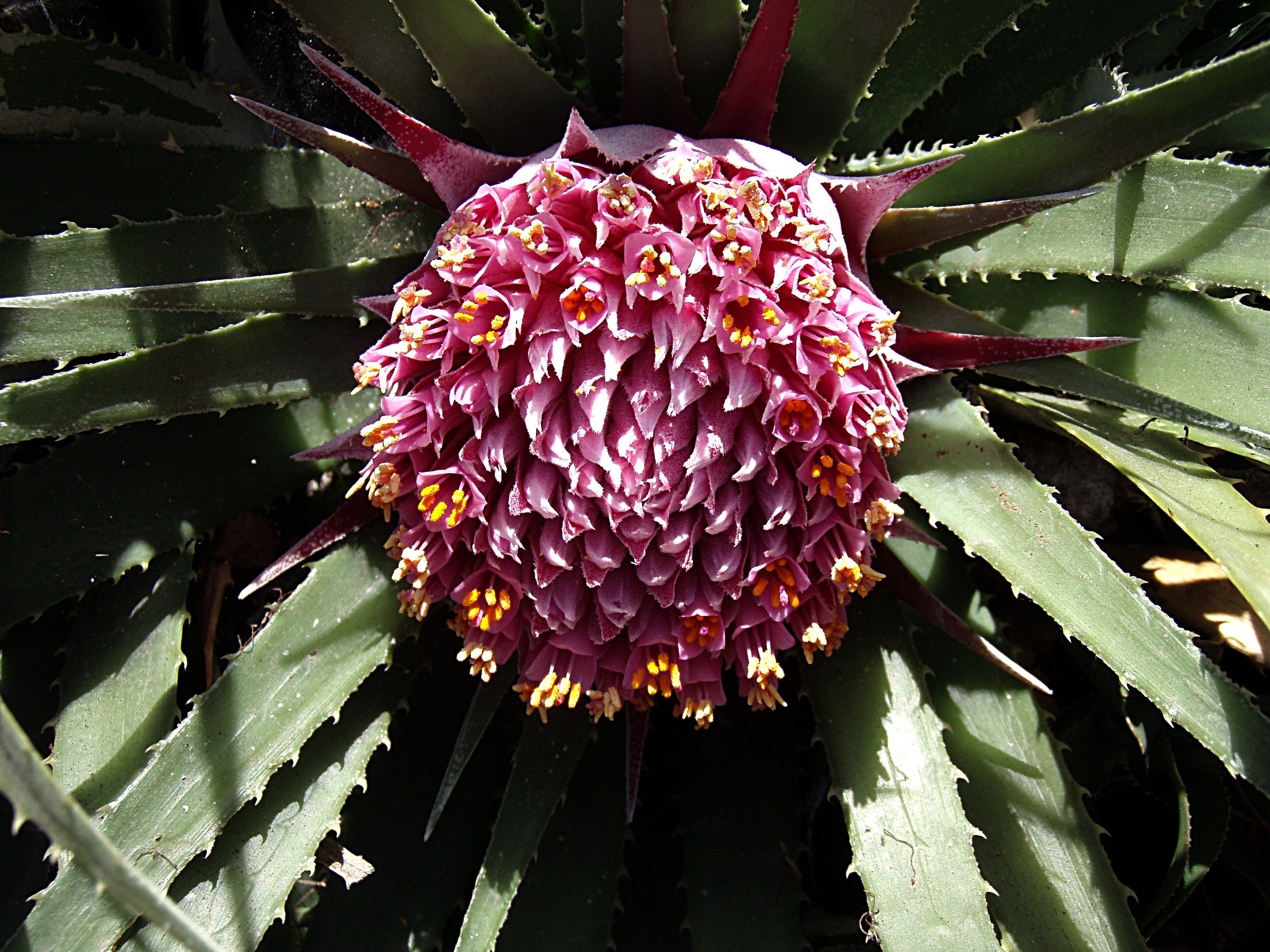
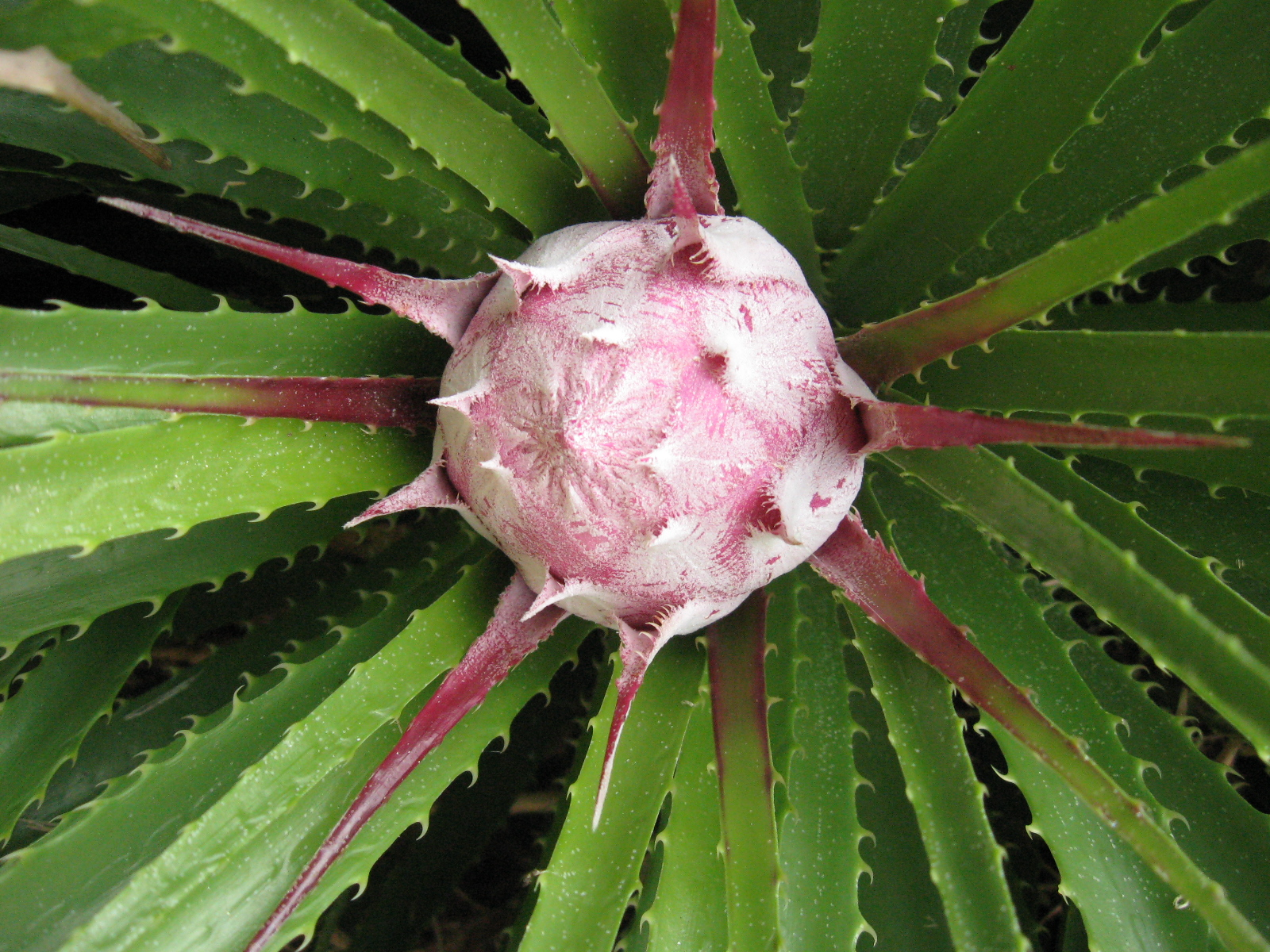
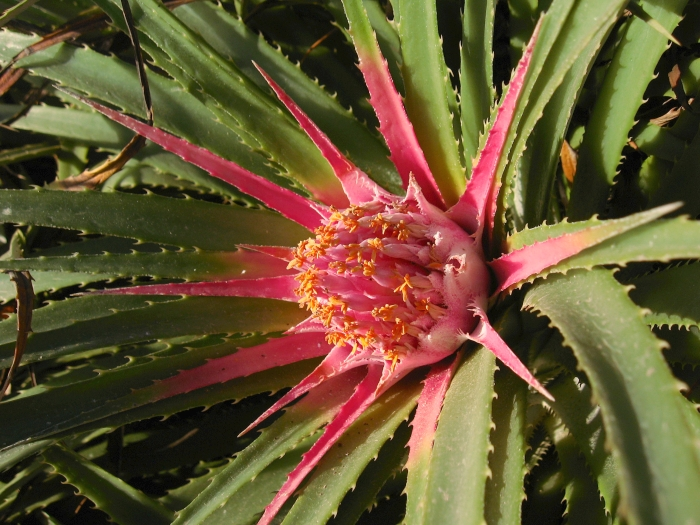
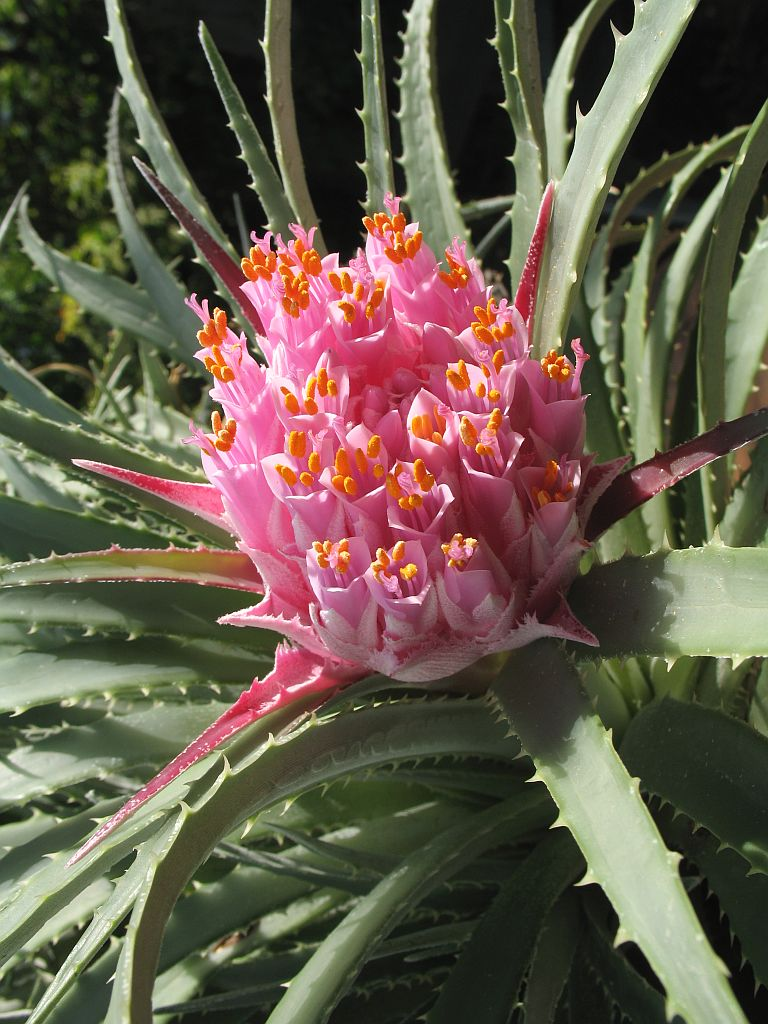